# NGC 5052
NGC 5052 é uma galáxia espiral (S0-a) localizada na direcção da constelação de Coma Berenices. Possui uma declinação de +29° 40' 33" e uma ascensão recta de 13 horas, 15 minutos e 35,0 segundos.
A galáxia NGC 5052 foi descoberta em 10 de Abril de 1831 por John Herschel.